# Chrysolina olivieri
Chrysolina olivieri é uma espécie de artrópode pertencente à família Chrysomelidae.